# تیم ملی والیبال مردان چین تایپه
تیم ملی والیبال مردان چین تایپه تیم ملی والیبال مردان کشور چین تایپه است. رده‌بندی جهانی اف‌آی‌وی‌بی این تیم در ۲۲ ژوئیه سال ۲۱۳، ۵۵ بوده است.

## نتایج

### بازی‌های المپیک
- ۱۹۶۴ تا ۲۰۱۲ - حضور نداشت.

### لیگ جهانی والیبال
- ۱۹۹۰ تا ۲۰۱۳ - وارد نشد.

### بازی‌های آسیایی
- ۱۹۷۵ — حضور نداشت
- ۱۹۷۹ — حضور نداشت
- ۱۹۸۳ — جایگاه ۴ام
- ۱۹۸۷ — جایگاه ۶ام
- ۱۹۸۹ — جایگاه ۹ام
- ۱۹۹۱ — جایگاه ۵ام
- ۱۹۹۳ — جایگاه ۱۰ام
- ۱۹۹۵ — جایگاه ۶ام
- ۱۹۹۷ — جایگاه ۴ام
- ۱۹۹۹ — جایگاه ۷ام
- ۲۰۰۱ — جایگاه ۶ام
- ۲۰۰۳ — جایگاه ۹ام
- ۲۰۰۵ — جایگاه ۱۳ام
- ۲۰۰۷ — جایگاه ۸ام
- ۲۰۰۹ — جایگاه ۸ام
- ۲۰۱۱ — جایگاه ۱۳ام
- ۲۰۱۳ — جایگاه ۹ام